# Luis Alfaro
Luis Alfaro (Los Angeles, 1963) é um artista performático chicano, escritor, diretor de teatro e ativista social.
Ele cresceu no distrito de Pico Union, perto do centro de Los Angeles, e se formou na Woodrow Wilson High School, em East Los Angeles. Suas peças e ficção são ambientadas nos bairros chicanos de Los Angeles, incluindo o distrito de Pico Union; às vezes, apresentam temas gays, lésbicos e da classe trabalhadora. Muitas das peças de Alfaro fazem referência à AIDS em comunidades latinas. Algumas de suas peças notáveis são "Bitter Homes and Gardens", "Pico Union", "Downtown", "Cuerpo Politizado", "Straight as a Line", "Breakfast, Lunch & Dinner", "No Holds Barrio" e "Black Butterfly". Muitas das peças também foram publicadas como histórias ou poesia. Ele é professor associado na Escola de Artes Dramáticas da Universidade do Sul da Califórnia; de 2013 a 2019, foi dramaturgo residente no Oregon Shakespeare Festival.